# Алекс Піхлер
Алекс Піхлер (словен. Aleks Pihler, нар. 15 січня 1994, Птуй, Словенія) — словенський футболіст, центральний півзахисник клубу «Марибор».

## Ігрова кар'єра

### Клубна
Займатися футболом Алекс Піхлер починав у молодіжних командах клубів «Марибор» та «Домжале». Саме у складі останнього він і дебютував на професійному рівні 1 вересня 2012 року. Влітку 2014 року для набуття ігрової практики футболіст відправився в оренду у клуб Другого дивізіону «Триглав».
Починаючи з літа 2015 року Піхлер один сезон провів у клубі «Заврч». А влітку 2016 року Алекс повернувся до «Марибора», в якому починав грати у молодіжній команді. Саме з «Марибором» пов'язані успіхи в кар'єрі Піхлера. Разом з командою він тричі виграва чемпіонат Словенії.

### Збірна
14 листопада 2016 року у товариському матчі проти команди Польщі Алекс Піхлер дебютував у національній збірній Словенії.

## Титули
Марибор
 Чемпіон Словенії (3): 2016/17, 2018/19, 2021/22